# Amilaga albirenalis
Amilaga albirenalis är en fjärilsart som beskrevs av Moore 1876. Amilaga albirenalis ingår i släktet Amilaga och familjen nattflyn. Inga underarter finns listade i Catalogue of Life.